# Matthias Altmann

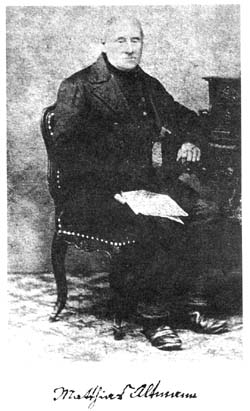
Matthias Altmann

Matthias Augustin Altmann (geboren am 24. Februar 1790 im „Pflegerstöckl“ von Schloss Erlach bei Kallham (damals Bezirkshauptmannschaft Schärding); gestorben am 28. April 1880 in Neumarkt im Hausruckkreis) war ein österreichischer Dichter und Verfasser eines landwirtschaftlichen Lehrgedichts.

## Leben
Altmanns Vater war Jurist und Pfleger der gräflich Weißenwolffschen Herrschaft Erlach.
Altmanns besuchte zunächst die Pfarrschule in Kallham und dann die Benediktinerschule in Kremsmünster. In den napoleonischen Kriegen kämpfte er zunächst auf österreichischer Seite 1809 in der Schlacht bei Aspern und der Schlacht bei Wagram, musste ab 1813 aber auf bayerischer Seite kämpfen, nachdem das Innviertel bayerisch geworden war. Nach dem Wiener Kongress stand er wieder in österreichischem Dienst und wurde Offizier im K.u.k. Salzburgisch-Oberösterreichisches Infanterie-Regiment „Erzherzog Rainer“ Nr. 59. Nach dem Tod seines Vaters 1821 kaufte er von seinem Erbteil einen Bauernhof im Hausruckviertel, das „Nigelgut“ in Damberg bei Taufkirchen an der Trattnach. 1826 heiratete er die Bauerntochter Maria Höfler, mit der er drei Kinder hatte. 1860 übergab er den Hof an seinen Sohn und lebte bis zu seinem Tod im Haus Nr. 94 der Freyung in Neumarkt im Hausruckkreis, wo heute eine Straße nach ihm benannt ist.
1828 verfasste Altmann das Oberösterreichische Georgicon, ein Lehrgedicht in Hexametern in der Tradition von Vergils Georgica, das auch Einflüsse von Johann Heinrich Voß Idyll Luise und Goethes Hermann und Dorothea aufweist. Die ersten Verse lauten:
Dich, unsterblicher Vergil! Du Sänger lieblicher Lieder

Der Du besangst die Geschäfte des nimmerruhenden Landmann's,

Nachahmen möcht' ich Dich gern; doch es wohnt in mir nicht die Gottheit,

die den himmlischen Funken in Deinem Busen Dir nährte!

Nicht Italiens milder Himmel lächelt mir Fernem.

Nicht in Neapels herrlichem Lande glänzt mir die Villa,

Duften Orangen mir nicht die süßesten Wonnegerüche.

Zwar im Schatten der Bäume steht freundlich mein Haus mir gezimmert,

Rings umgeben von fruchtbaren Feldern, mit Bäumen bewachsen,

Und von grünenden Wiesen, die abwärts zum Bache sich dehnen,

Der durch die Erlen sich schleicht. Allein, sei auch unsere Gegend

Noch so lieblich und fruchtbar, sie bleibt nur trockene Prosa

Gegen Italiens Land, und es mag bei süßem Falerner

Und behaglicher Ruh', ein Lied wohl eher gelingen,

Als bei herbem Most und Kräfte erschütternder Arbeit.
Das in 15 Gesänge unterteilte Gedicht ist autobiographisch-didaktisch und gibt eine lebensnahe Darstellung des ländlichen Wirtschaftens im Hausruckviertel im Geist literarischer Volksaufklärung, geprägt von christlicher Ethik und durchaus patriotischem Geist, wie ein Dialog des Dichters mit seinem Weib nach dem Kirchgang im 3. Gesang belegt:
Denn es lebt hier Oesterreich's fleißiges, friedliches Völklein

Welches den Boden der Väter mit fröhlichem Muthe bebauet,

Das noch den frommen Glauben an Gott im Herzen bewahret

Und dann getrost über alle Wechsel des furchtbaren Schicksals

Hoch erhaben da steht! — Nicht so sind andere Völker:

Diese glauben sich hoch berufen, am Staate zu meistern

Jeder nach seinem Gelüst; daher, weil dieser nicht sein kann,

Sind sie unzufrieden mit Gott und ihrem Regenten.
Ursprünglich sollte das Gedicht nur der geselligen Unterhaltung im privaten Kreis dienen, 1845 wurde es jedoch auf Veranlassung von Erzherzog Johann in Wien gedruckt.

## Werke
- Oberösterreichisches Georgicon. Ein Lehrgedicht, dargestellt in einem Familiengemälde. Methitaristendruckerei, Wien 1845, Digitalisat.